# Допоміжний крейсер

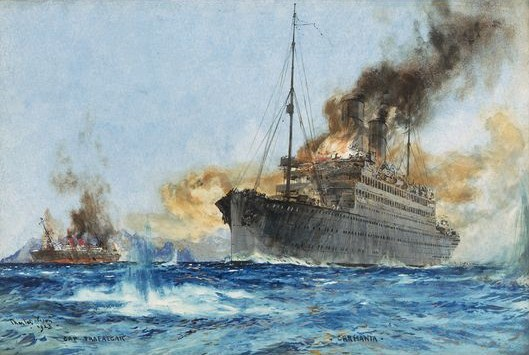
Морський бій між британським «Карманіа» та німецьким допоміжними крейсерами «Кап Трафальгар» під час зіткнення біля острову Тріндад в Атлантичному океані. Острови Тріндад і Мартін-Ваз. 14 вересня 1914

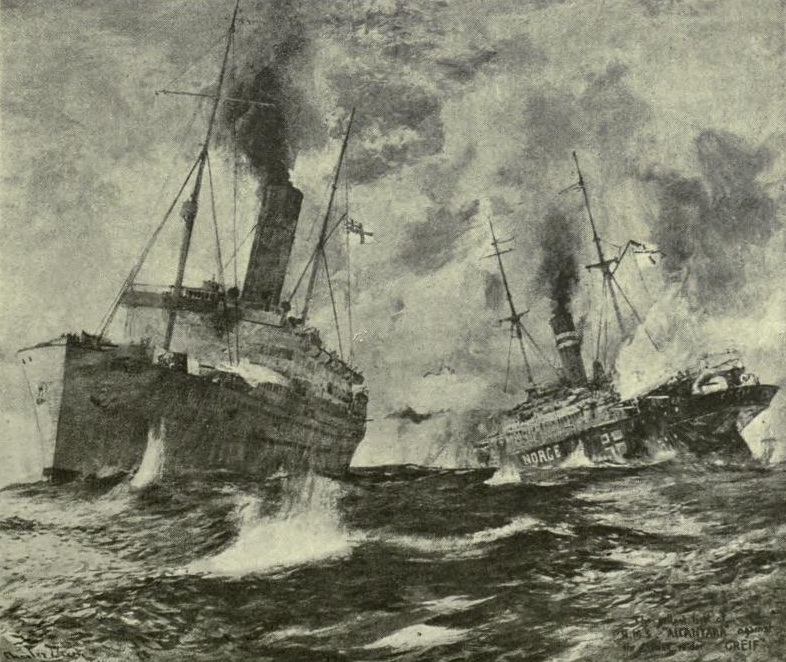
Артилерійська дуель між британським «Алькантара» та німецьким «Грейф» допоміжними крейсерами під час морського бою 29 лютого 1916 року у Північному морі. Війна на морі. Перша світова війна

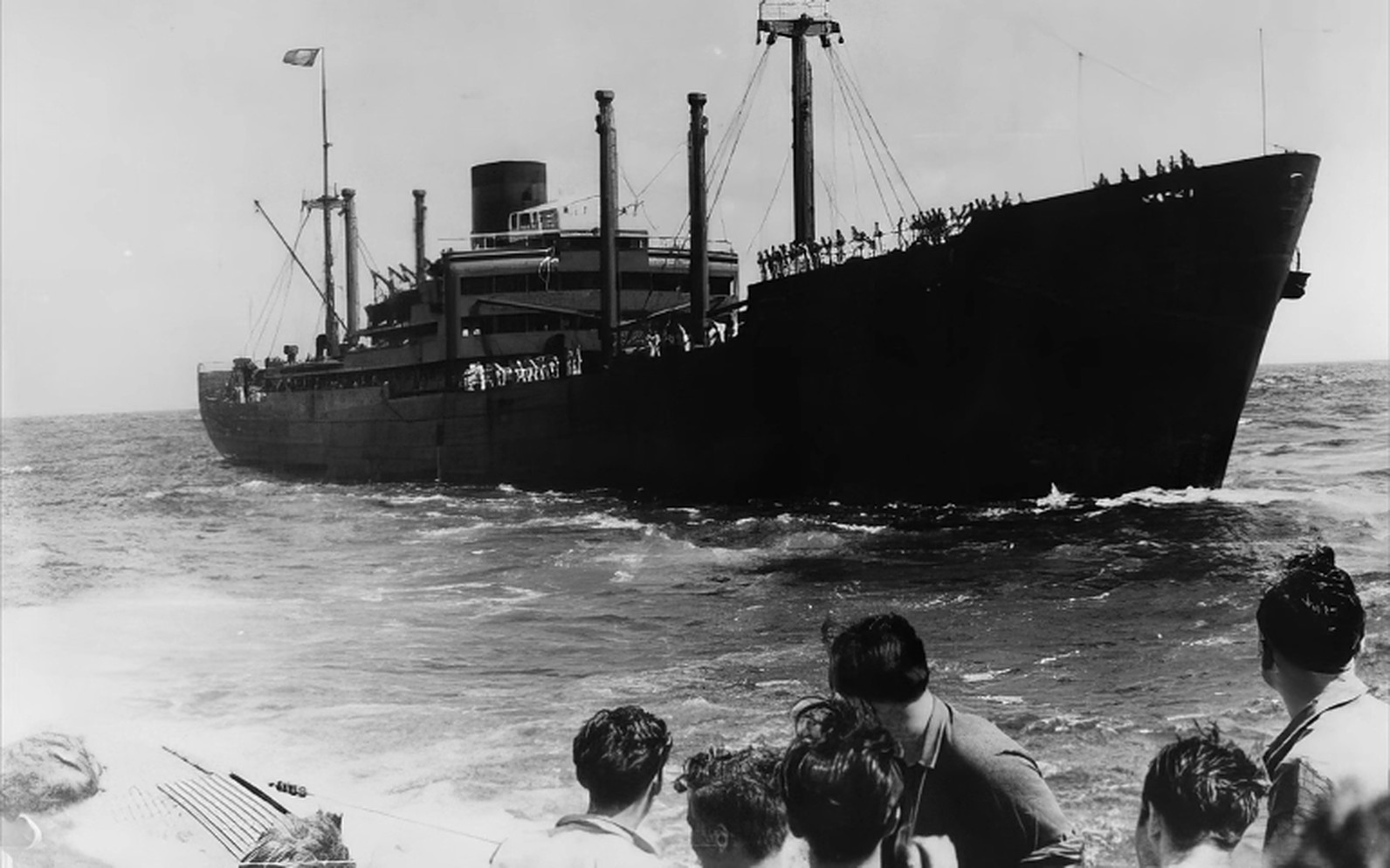
Німецький допоміжний крейсер часів Другої світової війни «Корморан», колишнє торговельне судно «Штейермарк» (Steiermark), в німецькому флоті позначався, як «Судно № 41», у флоті Великої Британії — «Рейдер „G“»

Допоміжний кре́йсер, також Озброєне торговельне судно — бойовий надводний корабель, який створюються у воєнний час з швидкохідного торговельного судна, або пасажирського лайнера, оснащений корабельним озброєнням, з метою застосування в ході воєнних дій на морі, як сторожове, патрульне, доглядове або конвойне судно (у Королівському ВМФ Великої Британії), або як рейдер у (ВМС Німеччини та ВМФ Японії).

## Історія
Під час громадянської війни в США 1861—1865 велику популярність у всьому світі отримали крейсерські операції кораблів Конфедерації Південних штатів. Комерційні рейдери південців, такі як «Алабама», «Флорида», «Шенандоа» та інші, за час ведення бойових дій потопили близько 5 % всього торговельного флоту Півночі, ставши, таким чином, досить дієвою зброєю для держави, яка не володіла достатньою могутністю для встановлення панування на морі. Особливо привабливим для багатьох в їх діяльності був той факт, що ці кораблі не були спеціалізованої конструкції, а переобладнувалися зі звичайних великих торговельних суден. Таким чином, конфедерати отримали від їх діяльності вигоду, набагато вище у порівнянні з витраченими коштами.
Здобутий досвід не залишився непоміченим військово-морськими експертами в багатьох країнах. Вже через кілька років під час франко-прусської війни 1870—1871 Північнонімецька конфедерація оголосила про намір використовувати торговельні судна з екіпажами з добровольців для поповнення своїх нечисленних ВМС, проте через категоричний дипломатичний протест Франції, підтриманий Великою Британією, ці плани залишилися на папері.
Через кілька років, в 1877, коли війна вже між Великою Британією і Росією здавалася неминучою, остання закупила в США три пароплава, які на американських верфях переобладнали в крейсери «Азія», «Африка» та «Європа». У наступному 1878 році був створений Добровольчий флот — пароплавна компанія, що була резервом військового флоту. Російський приклад виявився заразливим. Незабаром британське адміралтейство уклало з пароплавною компанією «Уайт Стар Лайн» угоду про надання субсидій на споруду нових суден. Натомість компанія зобов'язувалася враховувати рекомендації Королівського ВМФ при розробці проектів цих кораблів, у тому числі планувати влаштування озброєння у разі необхідності. Подібні угоди про надання субсидій були укладені також у Німеччині, Франції, Сполучених Штатах, Італії, Австро-Угорщини та Японії.
Наступний спалах інтересу до комерційних рейдерів стався під час іспано-американської війни 1898 року. Не маючи достатніх військово-морських сил для ведення крейсерських операцій, Іспанія закупила три пасажирських лайнера в Німеччині і один у Великої Британії і переобладнала їх у допоміжні крейсери «Патріота», «Рапідо», «Метеор» і «Хіральда». Крім них, до складу флоту увійшло ще сім кораблів даного класу: «Альфонсо XII», «Леон XIII» та інші. Ці новоявлені бойові одиниці передбачалося використовувати для набігових операцій на атлантичне узбережжя США, а також для демонстрації прапора на торгових маршрутах з метою створення паніки і відволікання таким чином частини американського флоту на захист комунікацій. Однак ці плани так і не здійснилися. «Патріота», «Рапідо», «Буенос-Айрес» увійшли до складу ескадри адмірала Камара і попрямували на Тихий океан. Інші взяли участь у бойових діях, як армійські транспорти, при цьому двоє з них загинули — «Альфонсо XII» і «Антоніо Лопес». Після закінчення бойових дій всі ці хибні рейдери були виведені зі складу іспанського флоту і повернулися до громадянської службі.
Через кілька років з початком російсько-японської війни 1904—1905 керівництво російського флоту на спеціальній нараді в Морському міністерстві ухвалило рішення про початок активних крейсерських операцій з метою знищення або порушення рибних промислів Японії, перехоплення контрабандних вантажів і відволікання частини японського флоту від основного театру воєнних дій у Порт-Артурі й замислювало залучити для цих цілей допоміжні крейсери. Операції допоміжних крейсерів біля північно-західного узбережжя Африки і у Гібралтарської протоки не дали жодних позитивних результатів, так само як й на Тихому океані. Дії цих кораблів дуже ускладнювалися численними обмеженнями та заборонами, а також крайньою нерішучістю російського керівництва. Пізніше вони активно залучалися для несення сторожової служби і ближньої розвідки, частина була залучена для проведення крейсерських операцій на торговельних комунікаціях противника, досягнувши при цьому мінімальних результатів.
Остаточно питання зі статусом допоміжних крейсерів було вирішене на Другій Гаазькій мирній конференції 1907 року. Одна з прийнятих статей конвенції спеціально присвячувалася переобладнанню торговельних суден на допоміжні крейсери. У ній оповідалося наступне: переобладнаний корабель зобов'язаний нести відповідний вимпел і кормовий військово-морський прапор; він повинен належати воюючій державі, прапор якої він несе; його командир повинен бути призначений державою та його прізвище повинне значитися у відповідних списках офіцерів флоту; його команда повинна підкорятися військовій дисципліні; він повинен дотримуватися законів і звичаїв ведення війни; його найменування повинно бути внесено до списку кораблів ВМФ, які застосовують допоміжний крейсер.
Допоміжні крейсери широко застосовувалися в Першу світову війну. До їх переваг ставилися швидкохідність, добрі морехідні якості, особливо в порівнянні з меншими за водотоннажністю військовими кораблями і можливість встановити досить серйозне озброєння — наприклад 6-ти дюймові корабельні гармати. Однак, у зв'язку з тим, що допоміжні крейсери були уразливі для підводних і повітряних атак, а також не здатні були впорається зі справжніми військовими кораблями від їх використання відмовилися.
При аналізі результатів дій в початковий період Першої світової війни був зроблений висновок про помилковість концепції застосування в ролі комерційних рейдерів великих швидкохідних лайнерів. При уявній вигоді від високої швидкості, недоліки таких кораблів виявилися занадто великі. Лайнери становили занадто велику ціль для ворожих гармат, їх легко було впізнавали і, найголовніше, через дуже великі витрати вугілля і продовольства, поповнення їх запасів перетворилося на практично нерозв'язну проблему. Справді, педантичні німці ще до початку військових дій подбали про постачання своїх кораблів, побудувавши цілий флот вугільників, а також розгорнули в багатьох портах світу мережу спеціальних агентів, які займалися закупівлею і постачанням на рейдери палива, припасів і продовольства.
За часів Другої світової війни допоміжні крейсери використовувалися в 1939—1942 роках. Так, Крігсмаріне широко використовувало на дальніх морських комунікаціях в Індійському, Тихому, Атлантичному океанах кораблі такого типу у рейдерських цілях. Завдяки добрим морехідним якостям, порівняно потужному озброєнню і великим можливостям щодо маскування дії німецьких рейдерів були досить успішними. Перебуваючи у морі по року і більше, багато хто з них потопили і захопили більше десяти кораблів та суден кожен, залишаючись при цьому невловимими або невпізнаними, проте у результаті вони, як правило, виявлялися і знищувалися флотом союзників.